# Alcesta

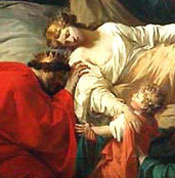
Śmierć Alcestis w wizji Pierre’a Peyrona (1785)

Alcesta (wł. Alceste) – opera Christopha Willibalda Glucka, w trzech aktach, do której libretto napisał Ranieri de’ Calzabigi. Jej premiera miała miejsce w Wiedniu 26 grudnia 1767 roku, zaś wersję francuską tej opery wystawiono po raz pierwszy w Paryżu 23 kwietnia 1776 roku.
Opera oparta jest na micie o Alkestis.

## Osoby
- Admetos, król Fer – tenor
- Alcesta, jego żona – sopran
- Eumelos i Aspazja, ich dzieci – soprany
- Ewander – tenor
- Ismena – sopran
- Arcykapłan – baryton
- Duch piekieł – bas
- Herold – baryton
- kapłani, kapłanki, duchy piekielne, lud[1]

## Treść
Akcja rozgrywa się w Tesalii w czasach legendarnych.

### Akt I

#### Odsłona 1
Za umierającego króla Admetosa lud wznosi modły, do których dołącza się Alcesta z dziećmi. 

#### Odsłona 2
W świątyni Apollina, gdzie wszyscy modlą się o zdrowie dla konającego władcy, rozlega się tajemniczy głos obwieszczający, że Admetos musi umrzeć, chyba że ktoś poświęci za niego własne życie. Alcesta podejmuje dramatyczną decyzję, by zginąć dla ocalenia męża.

### Akt II

#### Odsłona 1
Alcesta udaje się do gaju śmierci wspominając swą miłość do Admetosa. Gotowa, by oddać za niego życie, prosi jednak władców podziemnego królestwa o możliwość pożegnania się z mężem i dziećmi.

#### Odsłona 2
Admetos nieoczekiwanie wraca do zdrowia, a jego przyjaciel Ewander wyjaśnia mu, na jakich warunkach się to stało. Boi się jednak zdradzić imię wybawcy króla. Alcesta sama wyjawia to mężowi w dramatycznej rozmowie.

### Akt III
Alcesta czule żegna się z dziećmi i ze zrozpaczonym Admetosem, następnie umiera. Jej mąż z goryczy zamierza odebrać sobie życie, lecz nagle pojawia się bóg Apollon i oświadcza, że miłość Alcesty do męża, jak i Admetosa do swej małżonki, tak wzruszyła bogów, że pozwolili żyć obojgu.